# Hozumi Nobushige

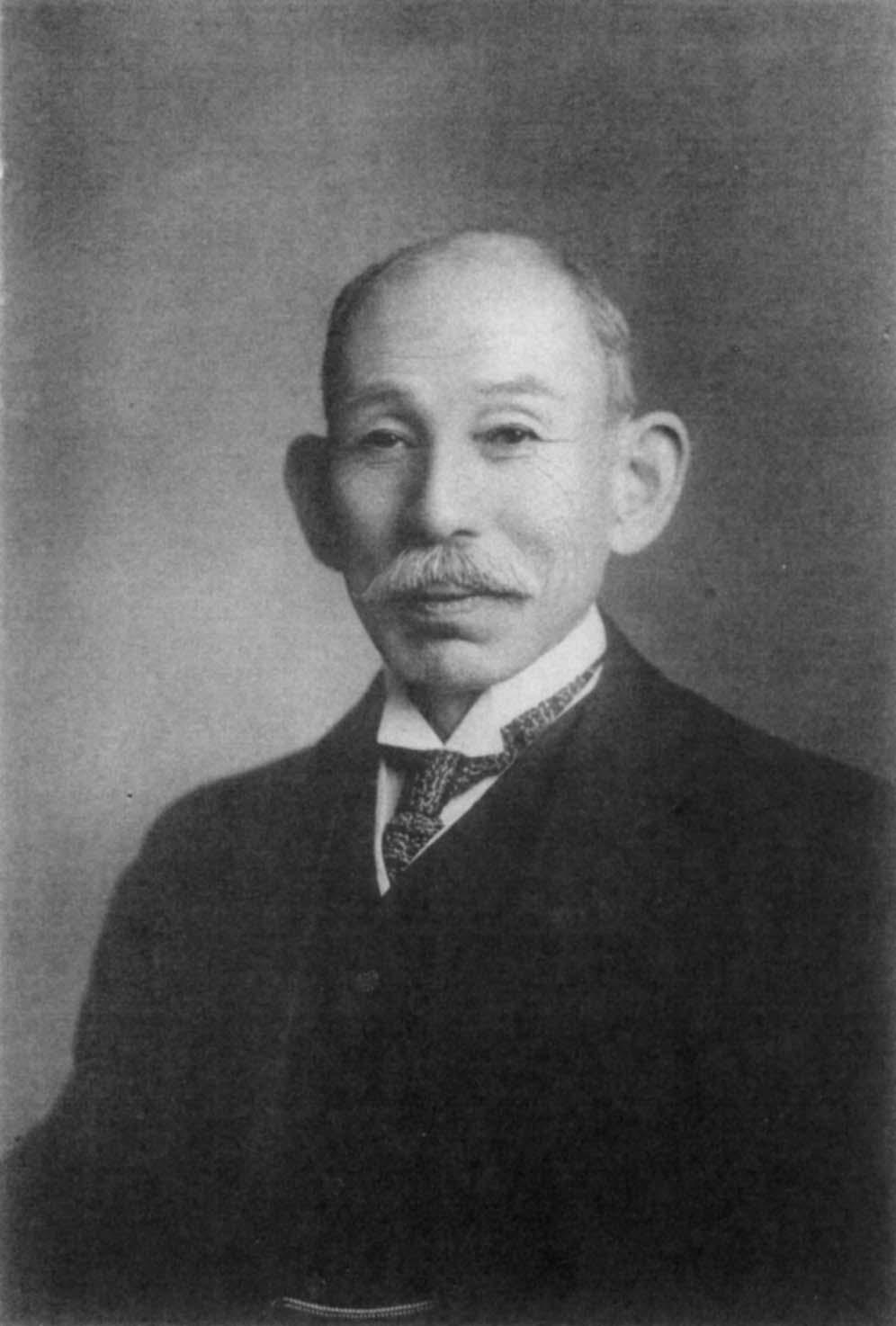
Hozumi Nobushige

Hozumi Nobushige (japanisch 穂積 陳重; * 23. August 1855 in Uwajima-Nakanomachi, Uwajima/Provinz Iyo (heute: Kyōmachi, Uwajima, Präfektur Ehime); † 7. April 1926) war ein japanischer Rechtsgelehrter der Meiji-Ära und Mitverfasser des japanischen BGB.
Er war außerdem Mitglied des Herrenhauses im 1. Reichstag 1890, Baron (ab 1915), Mitglied (ab 1916) und Präsident (ab 1925) des Kronrates, Mitglied und Präsident (1917–1925) der Kaiserlichen Akademie.

## Leben
Hozumi Nobushige wurde 1855 als Sohn eines Samurais in Uwajima geboren. Nach dem Studium konfuzianischer Literatur an einer örtlichen Schule, ging Hozumi 1871 nach Tokio und besuchte dort an der südlichen Hochschule, einer Vorläuferin der Universität Tokio, Kurse in Jura, Französisch, Englisch und Latein. 1876 ging er mit Unterstützung der japanischen Regierung nach England und studierte dort Jura an der Universität London. Nach seiner Zulassung als Barrister at Law durch den Inner Temple 1879 ging Hozumi auf eigenen Wunsch weiter nach Deutschland und besuchte dort an der Universität Berlin Kurse in Jura.
Nach seiner Rückkehr nach Japan 1881 wurde Hozumi Professor der rechtswissenschaftlichen Fakultät der Kaiserlichen Universität Tokio deren Dekan er kurz darauf wurde (1882–1886 und 1893–1895). 
1893 wurde Hozumi Nabushige im Zuge des Kodifizierungsstreites zwischen der vom französischen Recht geprägten Rechtsschule des japanischen Justizministeriums und der vom englischen Recht geprägten Universität Tokio über den Boissonadischen Entwurf zum japanischen BGB in die neu gebildete Zivilrechts-Kommission berufen. Deren Entwurf für ein japanisches BGB trat 1896 (allgemeine Teil, Sachen- und Schuldrecht) und 1898 (Familien- und Erbrecht) in Kraft.
Sein jüngerer Bruder Yatsuka (八束; 1860–1912) war ebenfalls Jurist, studierte ebenfalls in Deutschland, wurde 1899 Mitglied des Herrenhauses und leitete die rechtswissenschaftliche Fakultät der Kaiserlichen Universität Tokio. Sein ältester Sohn Shigetō (重遠; 1883–1951) war Jurist, erbte den Baronstitel, leitete die rechtswissenschaftliche Fakultät der Kaiserlichen Universität Tokio, wurde 1944 Mitglied des Herrenhauses und nach dem Pazifikkrieg 1949 Richter am Obersten Gerichtshof.